# Lycée français d'Alicante
Le lycée français international d’Alicante Pierre-Deschamps (LFIA) est un établissement scolaire situé à El Campello (banlieue d'Alicante, en Espagne) couvrant l'ensemble du cycle primaire et secondaire. Le lycée est membre de la Mission laïque française, et fait partie des 430 établissements conventionnés par l’Agence pour l’enseignement français à l’étranger).
Le LFIA est homologué par le ministère de l'Éducation nationale français et reconnu par le ministère de l'Éducation, de la Culture et des Sports espagnol.
Fondé en 1962 par des pieds-noirs exilés, après l'indépendance de l'Algérie, le LFIA scolarise actuellement 1303 élèves dans l'école centrale à El Campello, et 65 élèves dans l’école annexe Pablo Picasso, située à Benidorm.

## Histoire du lycée

### La « Nouvelle école française »
Le lycée est fondé en 1962 par des pieds-noirs exilés d'Algérie, sous le nom de « Nouvelle école française » dans un modeste appartement de la rue San Vicente.

### Le lycée français laïque

#### Nouveaux locaux
La demande de places étant en forte augmentation, particulièrement de la part des parents espagnols, Carlos Pradel, directeur depuis 1964, s'engage dans la construction d'un immeuble destiné à abriter le complexe éducatif trop à l'étroit dans ses locaux. Un immeuble de 7 étages sera érigé sur l'avenue de la Albufereta. Les cours y seront dispensés jusqu'en 2005.
À cette époque, le LFIA commence à être reconnu à la fois par les autorités éducatives espagnoles et par la population locale, pour les originalités de son système éducatif : bilinguisme, laïcité, mixité et prestige de l'enseignement français jouent en sa faveur.

#### La Mission laïque française
À partir de 1972, l'établissement est pris en charge par la Mission laïque française (la MLF) qui opèrera une « normalisation » progressive, destinée à sortir le LFIA du clivage induit par la singularité de ses fondateurs. Cette normalisation se verra renforcée, dans les années 1990, par le départ de la génération pionnière d'enseignants (porteurs d'une vision « pied-noir » et familiale du LFIA) et l'accroissement constant du nombre d'élèves espagnols.
En plus de la normalisation éducative, la tutelle de la MLF apporta un label de qualité, une validation pédagogique inscrite dans une stabilité administrative et financière dépassant l'enjeu local.
Le point d'orgue fut la signature d'une Convention avec l'Agence pour l'enseignement français à l'étranger (AEFE).

### Le nouveau lycée Pierre-Deschamps
En 2005 était inauguré le nouveau bâtiment destiné à accueillir le nombre sans cesse croissant d'élèves. Situé sur la commune d'El Campello, le nouveau lycée porte désormais le nom du fondateur de la Mission laïque française, Pierre Deschamps. 

## Éducation au LFIA

### Offre éducative

#### Maternelle
Ouvert à tous les enfants à partir de 3 ans, le cycle maternelle est le cycle des apprentissages premiers :
- autonomie de l’enfant,
- maîtrise des deux langues, française et espagnole,
- découverte du monde,
- développement psychomoteur

#### Élémentaire
La répartition des enseignements s'effectue comme suit :
Classes de CP et CE1 (Cycle des apprentissages) :
- maîtrise des langues française et espagnole et des mathématiques
- mise en place de la démarche expérimentale
- apprentissage d’une langue vivante : l’anglais

Classes de CE2, CM1 et CM2 (Cycle des approfondissements) :
- approfondissement des fondamentaux en mathématiques
- utilisation de la technologie usuelle de l’information
- construction du citoyen de demain
- développement des connaissances dans les trois langues

#### Collège
Dès 11 ans, le collège :
- Début de l’enseignement des sciences physiques.
- Option latin (facultative). Quelquefois durant l'année il y a un cours de grec ancien.
- Mathématiques en langue anglaise (facultatif).

#### Lycée
Tout au long du lycée, les  élèves confortent leurs connaissances en français comme en espagnol, tout en poursuivant tous les enseignements débutés au collège.
La classe de seconde est celle des nouvelles expériences avec plusieurs nouveautés :
- l’initiation à une 4e langue vivante (allemand, catalan),
- la découverte des sciences économiques et sociales, des enseignements d’exploration « Littérature et Société » ou « Méthodes et Pratiques Scientifiques»,, ainsi que la possibilité de s'inscrire aux options facultatives « Théâtre » ou « Latin ».

Les classes de première et de terminale laissent le choix des trois baccalauréats généraux aux élèves, en lien avec les trois volets de la Selectividad, équivalent espagnol du baccalauréat.
Les élèves suivront un certain nombre de modules de formation afin de se présenter à la selectividad (phase générale et phase spécifique) :
Économique et social.
Pour le bac : 
- l’économie et les sciences sociales deviennent les enseignements forts de cette formation, confortée par des bases solides en histoire et géographie, les langues et les mathématiques.

Pour la selectividad :
- Economía de la empresa
- Matemáticas aplicadas a las ciencias sociales
- Geografía
- Historia del arte
- Literatura universal

Littéraire.
Pour le bac : 
- la formation est principalement tournée vers les enseignements des humanités avec la littérature qu’elle soit française ou espagnole, la philosophie, les langues vivantes (jusqu’à 4 langues vivantes à l’examen) ou encore l’histoire et la géographie.

Pour la selectividad :
- Geografía
- Historia del arte
- Literatura universal

Scientifique.
Pour le bac : 
- l’enseignement est largement fondé sur les mathématiques, les sciences physiques, la chimie et les sciences de la vie et de la terre.

Pour la selectividad :
- Matemáticas
- Química
- Física
- Biología
- Dibujo técnico
- Literatura universal

### Projet éducatif
Axes prioritaires du projet d'établissement 2010-2013 :
- Ouverture au pays à l’international et à la culture
- Qualité et différenciation du parcours de l’élève scolarité/orientation/citoyenneté
- Français langue de scolarisation dans un terreau de mise en œuvre du trilinguisme
- Communication des valeurs et qualité du cadre de travail

### Activités
Sportives : foot, basket, volley, judo, natation, tennis, waterpolo, cirque.
Artistiques : arts plastiques, musique, Batucada, théâtre et chorale (avec des auditions tout au long de l'année; ej: Convivialité...)